# Estrella Rausell
Estrella Rausell Tamayo (Madrid, 1960) es una investigadora, neurocientífica y médica española especialista en anatomía y neurociencia.

## Trayectoria
Rausell comenzó estudios de Medicina y Cirugía en la Universidad Autónoma de Madrid (UAM) en 1977 y se licenció en 1983. En esta misma Universidad se doctoró en 1986. Realizó estudios de investigación postdoctoral en la Universidad de California en Irvine desde 1988 a 1991 en el Departamento de Anatomía y Neurobiología, y después hasta 1995 en el Departamento de Sistemas neuronales en Saitama (Japón) con el programa de investigación RIKEN. Sus objetivos de investigación son la expresión genética en sistemas somatosensoriales y motores en primates humanos con patologías es el sistema neurológico. Es catedrática en el Departamento de Anatomía, Histología y Neurociencia de la UAM.
Rausell colabora en proyectos de investigación y publica artículos científicos. Hasta el año 2020, ha participado como investigadora principal en 21 proyectos nacionales e internacionales y ha escrito más de 40 publicaciones de investigación. Directora de varias Tesis doctorales. Dirige proyectos de investigación sobre neurociencia y anatomía, digitalización del movimiento humano para su análisis computacional y aplicaciones de inteligencia artificial, así como análisis de nanopartículas en el transporte entre las células. MOVUAM es uno de los grupos de investigación que dirige Rausell, un grupo interdisciplinar creado en la Universidad Autónoma de Madrid que investiga los trastornos de la marcha en niños con parálisis cerebral.
En enero de 2020 asistió al homenaje que se celebró en el Ciemat en honor de su padre, el profesor José Antonio Rausell-Colom, que fue Presidente y Socio de honor de la Sociedad Española de Arcillas (SEA) como reconocimiento a su trabajo científico.
Rausell también participa en conferencias sobre divulgación científica como en al II Edición del ciclo de conferencias Ciencia en Primera Persona en MUNCYT Alcobendas, o la conferencia ¿Para qué sirve el cerebro? de 2017 organizada por Ciemat, el Consejo Superior de Investigaciones Científicas (CSIC) y la UAM. Además es gran aficionada al ajedrez y organiza eventos como el curso programado desde febrero a mayo de 2021 Principios Básicos de la Estrategia y la Táctica en el Ajedrez en la Facultad de Medicina de la UAM. Como ex becaria del Programa Fulbright es Vicepresidenta de la Asociación de ex-becarios Fulbright desde donde impulsa actividades culturales.

## Obras seleccionadas

### Tesis
- 1986 El área 5 de la corteza parietal estudio anatómico de un área asociativa somestásica. Tesis doctoral[12]

### Artículos
- 2014 Evaluación externa de los cambios funcionales y la marcha tras una sesión de miofibrotomía múltiple en escolares con diplejía espástica, en colaboración con Gómez Andrés, I. Pulido Valdeolivas, J.A. Martín Gonzalo, Javier López López, Enrique Gómez Barrena, I Martínez Caballero. Revista de neurología, ISSN: 0210-0010, Vol. 58, N.º 6, 2014, págs. 247-254[13]

## Reconocimientos
- Desde 2018 Vicepresidenta de la Asociación Ex becarios J. William Fulbright[14]